# Sergio Calore
Sergio Calore (Tivoli, 1º ottobre 1952 – Guidonia Montecelio, 6 ottobre 2010) è stato un terrorista e collaboratore di giustizia italiano.

## Militanza terroristica
Militante di Ordine nuovo durante gli anni di piombo, passò poi al gruppo neofascista Costruiamo l'azione e fondò il Movimento Rivoluzionario Popolare, con il quale compì alcuni attentati dinamitardi: il 13 maggio 1979 contro il Campidoglio; contro il carcere di Regina Coeli il 14 maggio 1979; altri due attentati, sempre a Roma, contro il Consiglio superiore della magistratura (fallito il 20 maggio per un difetto del timer),e  la Farnesina, il 24 maggio.  L'attentato a Milano contro il consiglio comunale del 30 luglio 1980 è stato attribuito al MRP anche in assenza di sentenza giudiziaria. L'attentato fallito contro il Csm, a piazza Indipendenza, è stato classificato come mancata strage per la contemporaneità con il raduno nazionale degli alpini  a Roma.

## Gli arresti
Venne arrestato nel maggio del 1979, per iniziativa del giudice Mario Amato (in seguito ucciso dai NAR), per i suddetti attentati, ma venne in seguito rilasciato. Fu poi di nuovo catturato, il 17 dicembre dello stesso anno, mentre cercava di fuggire subito dopo l'omicidio dello studente lavoratore Antonio Leandri, a cui Calore aveva preso parte. Antonio Leandri, estraneo alla lotta politica, per errore venne scambiato per l'avvocato Giorgio Arcangeli (accusato dai neofascisti di aver fatto arrestare il terrorista Pierluigi Concutelli) e fu ucciso a colpi di arma da fuoco da Valerio Fioravanti, che Calore aveva conosciuto nell'estate del 1979 in carcere e coinvolto nell'attentato.

## Pentimento e collaborazione con lo Stato
Nel 1985, in carcere, iniziò a collaborare con la giustizia. Il suo aiuto risultò determinante per gettare luce sulla storia del terrorismo nero italiano. Accusò l'estremista Franco Freda dell'organizzazione della strage di Piazza Fontana del 1969.
Confermò i rapporti che terroristi di estrema destra intrattenevano con apparati dello Stato al fine di scambiarsi reciprocamente informazioni. Delineò poi quello che era il progetto originario del fallito Golpe Borghese:
"Era prevista per il dicembre 1969 la attuazione di un golpe cui dovevano partecipare le stesse forze che l'anno seguente, nella notte fra l'8 e il 9 dicembre 1970, tentarono di mettere in atto quello che è noto come golpe Borghese. Quando, nel dicembre 1969, si stabilì che il golpe non ci doveva essere, alcuni giovani estremisti, più o meno collegati ai gruppi giovanili del Fronte Nazionale, decisero di forzare la situazione attuando gli attentati del 12 dicembre 1969 al fine di provocare l'intervento stabilizzatore delle Forze armate."
Inoltre Sergio Calore, durante la sua detenzione carceraria, conobbe e sposò l'ex terrorista rossa Emilia Libera nel frattempo divenuta collaboratrice di giustizia, la quale aveva militato nella colonna veneta delle Brigate Rosse ed aveva partecipato attivamente al sequestro del generale statunitense James Lee Dozier.

## L'omicidio
Calore fu trovato morto dalla moglie, allarmata dalla sua prolungata assenza, il 6 ottobre 2010 in un casolare di sua proprietà nelle campagne di Guidonia. Era stato ucciso con circa trenta colpi di piccone, e infine gli era stata recisa la gola.
Gli inquirenti esclusero il movente politico. Tuttavia le circostanze brutali, compreso l'inutile taglio della gola a seguito delle numerose picconate, e il fatto che il personaggio avesse causato fastidi a molti neofascisti degli anni settanta e ottanta con il suo pentimento, instillarono il dubbio che dietro al suo assassinio vi fosse qualcosa di più che i "futili motivi" ipotizzati dagli inquirenti. Nel 2022 le motivazioni della sentenza di condanna a Paolo Bellini per la strage di Bologna citano brevemente il caso di Calore, sostenendo la tesi dell'omicidio dovuto al suo pentimento: "Egli pagò con la vita la scelta di avere collaborato con l'autorità giudiziaria".